# LanguageTool
LanguageTool és un corrector ortogràfic i gramatical de codi obert i lliure multiplataforma. Pot ser utilitzat com a aplicació independent, com a extensió a LibreOffice, OpenOffice, Vim, Emacs, Firefox, Chrome, Microsoft Word i Thunderbird o bé com a corrector de sistema Android. També pot ser integrat en pàgines web.
Fou iniciat per Daniel Naber per a la seva tesi el 2003 (llavors escrit amb Python).